# Scolytus scolytus
Espèce
Le grand scolyte de l'orme (Scolytus scolytus) est une espèce d'insectes coléoptères de la famille des Curculionidae, de la sous-famille des Scolytinae originaires d'Europe. Ces insectes xylophages creusent des galeries sous l'écorce des ormes âgés ou affaiblis, provoquant leur dépérissement. Ils sont aussi le vecteur d'un champignon, Ophiostoma ulmi, agent de la graphiose de l'orme, grave maladie fongique des ormes d'Europe et d'Amérique du Nord. Ils attaquent également d'autres espèces d'arbres : chênes, frênes, peupliers.

## Distribution
L'aire de répartition de Scolytus scolytus comprend la totalité de l'Europe et une partie de l'Asie occidentale, au nord jusqu'à la limite de la taïga, au sud jusqu'au Caucase et au nord de l'Iran.